# Чад на летних Олимпийских играх 1968
Чад на летних Олимпийских играх 1968 года был представлен 3 спортсменами в лёгкой атлетике. Игры в Мехико стали для Чада вторыми в истории. 4 года назад на соревнованиях в Токио страну представляли Махамат Идрисс и Ахмед Исса, которые также смогли квалифицироваться для участия в нынешних Олимпийских играх.

## Состав сборной
Лёгкая атлетика
1. Махамат Идрисс
2. Ахмед Исса
3. Ахмед Сенусси

## Результаты соревнований

### Лёгкая атлетика
Мужчины
Ахмед Сенусси стал единственным спортсменом из Чада, кому удалось пробиться в финал в своей дисциплине. Махамат Идрисс ранее дважды пробивавшийся в олимпийский в финал в прыжках в высоту (в 1960 году Идрисс выступал в составе сборной Франции) на этот раз занял в квалификационном раунде лишь 21-е место, показав результат 2,06, что было ниже его личного рекорда на 11 см.
Беговые дисциплины
| Дисциплина         | Спортсмен  | Предварительный раунд | Предварительный раунд | Предварительный раунд | Четвертьфинал | Четвертьфинал | Четвертьфинал | Полуфинал            | Полуфинал            | Полуфинал            | Финал                | Финал                |                      |
| Дисциплина         | Спортсмен  | Забег                 | Время                 | Место                 | Забег         | Время         | Место         | Забег                | Время                | Место                | Время                | Место                |                      |
| ------------------ | ---------- | --------------------- | --------------------- | --------------------- | ------------- | ------------- | ------------- | -------------------- | -------------------- | -------------------- | -------------------- | -------------------- | -------------------- |
| бег на 800 метров  | Ахмед Исса | 3                     | 1:49,09               | 4                     | Не проводится | Не проводится | Не проводится | Завершил выступление | Завершил выступление | Завершил выступление | Завершил выступление | Завершил выступление | Завершил выступление |
| бег на 1500 метров | Ахмед Исса | 5                     | 3:53,13               | 4 Q                   | Не проводится | Не проводится | Не проводится | 2                    | 3:53,26              | 8                    | Завершил выступление | Завершил выступление | Завершил выступление |

Технические дисциплины
| Дисциплина      | Спортсмен      | Квалификация | Квалификация | Финал                | Финал                |
| Дисциплина      | Спортсмен      | Результат    | Место        | Результат            | Место                |
| --------------- | -------------- | ------------ | ------------ | -------------------- | -------------------- |
| прыжок в высоту | Ахмед Сенусси  | 2,14         | 4 Q          | 2,09                 | 12                   |
| прыжок в высоту | Махамат Идрисс | 2,06         | 21           | Завершил выступление | Завершил выступление |